# Sparre gymnasium
Sparre gymnasium var en fristående gymnasieskola i Täby. Skolan grundades 2007[källa behövs] med inriktining på en "upplevelsebaserad utbildning genom internationellt och interkulturellt utbyte".
De två programmen Internationell samhällsvetenskap och äventyr och Internationell ekonomi och äventyr som Sparre gymnasium erbjöd byggde på samhällsvetenskapsprogrammet respektive ekonomiprogrammet.
På grund av omfattande brister i skolans undervisning tog Skolinspektionen i april 2024 beslutet att återkalla skolans tillstånd att bedriva utbildning. Bland annat skall skolan haft avsaknad av behöriga lärare samt en omfattande brist på erbjudna obligatoriska ämnen i vardera program.